# 1974 في البرازيل
فيما يلي قوائم الأحداث التي وقعت خلال عام 1974 في البرازيل.

## سياسة

### تعيين في المنصب
- 15 مارس – إرنستو جيزل رئيس البرازيل.

## رياضة
- 1 يناير – الدوري البرازيلي لكرة القدم 1974
- 27 يناير – جائزة البرازيل الكبرى 1974 الفائز إيمرسون فيتيبالدي.

## مواليد

### يناير
- 1 يناير – ريكاردو فريديريكو رودريغيز أنتونيس لاعب كرة قدم برازيلي.
- 9 يناير – سافيو لاعب كرة قدم برازيلي.[1]
- 19 يناير – ديمتريوس فيريرا لاعب كرة قدم برازيلي.[2]
- 19 يناير – مارسيلو بارون بولانجوك لاعب كرة قدم برازيلي.[3][3]
- 30 يناير – جايلتون نونيز دي أوليفيرا لاعب كرة قدم برازيلي.

### فبراير
- 21 فبراير – جوليانو تاديو أراندا لاعب كرة قدم برازيلي.[4]
- 23 فبراير – إدميلسون كارلوس أبيل لاعب كرة قدم برازيلي.[5]
- 25 فبراير – ماركوس فينيسيوس دي مورايس لاعب كرة قدم برازيلي.[6]

### مارس
- 5 مارس – ساندرو أندريه دا سيلفا لاعب كرة قدم برازيلي.[7]
- 5 يوليو – مارسيو أموروسو لاعب كرة قدم برازيلي.[8][8]
- 13 مارس – فامبيتا لاعب كرة قدم برازيلي.
- 13 مارس – فرناندو ريش لاعب كرة قدم برازيلي.[9]
- 15 مارس – دودا لاعب كرة قدم برازيلي.[10]
- 16 مارس – أدريانو فيريرا لاعب كرة مضرب برازيلي.
- 16 مارس – إيدسون سيلفا مارتينز لاعب كرة قدم برازيلي.
- 17 مارس – رودريغو خوسيه الكربون لاعب كرة قدم برازيلي.[11]
- 19 يناير – مارسيلو بارون بولانجوك لاعب كرة قدم برازيلي.[3][3]
- 21 مارس – جوزيه كلايتون لاعب كرة قدم برازيلي.[12]
- 21 مارس – ماركوس باولو سوزا ريبيرو لاعب كرة قدم برازيلي.[13]
- 26 مارس – إدميلسون ماتياس لاعب كرة قدم برازيلي.[14]

### أبريل
- 11 أبريل – شاول استيفاو دا كوستا بيمنتا لاعب كرة قدم برازيلي.
- 12 أبريل – سيلفينيو لاعب كرة قدم برازيلي.[15]
- 21 أبريل – جورج آرياس

### مايو
- 2 مايو – ريكاردو لوكاس لاعب كرة قدم برازيلي.[16]
- 15 مايو – كايكو لاعب كرة قدم برازيلي.[17]
- 21 مايو – ماريا فيرناندا كانديدو
- 22 مايو – سيرجيو ريكاردو لاعب كرة قدم برازيلي.

### يونيو
- 13 يونيو – فلافيو كونسيساو لاعب كرة قدم برازيلي.
- 16 يونيو – فابيو أوغوستو خوستينو لاعب كرة قدم برازيلي.

### يوليو
- 5 يوليو – مارسيو أموروسو لاعب كرة قدم برازيلي.[8][8]
- 6 يوليو – زي روبرتو لاعب كرة قدم برازيلي.[18]
- 22 يوليو – باولو جاملي لاعب كرة قدم برازيلي.[19]

### سبتمبر
- 1 سبتمبر – أندرسون دي كارفاليو باربوسا لاعب كرة قدم برازيلي.
- 4 سبتمبر – ارجيل فوقس لاعب كرة قدم برازيلي.[20]
- 13 سبتمبر – إيدي كارلو دياس مارتشال اسا لاعب كرة قدم برازيلي.[21]
- 17 سبتمبر – أندريه لويز دي سوزا سيلفا لاعب كرة قدم برازيلي.[22]
- 20 سبتمبر – أدريانو جيرلين دا سيلفا لاعب كرة قدم برازيلي.[23]
- 21 سبتمبر – لويس روبسون لاعب كرة قدم برازيلي.
- 23 سبتمبر – أندري جوستافو دوس سانتوس لاعب كرة قدم برازيلي.[24]
- 25 سبتمبر – سيلزو فييرا لاعب كرة قدم برازيلي.
- 29 سبتمبر – لياندرو سيمون لاعب كرة قدم برازيلي.[25]

### أكتوبر
- 7 أكتوبر – سانديرلي بارلا عداء سرعة برازيلي.[26]
- 17 أكتوبر – باربرا باز ممثلة برازيلية.
- 29 أكتوبر – ألكسندر لوبيس لاعب كرة قدم برازيلي.[27]

### نوفمبر
- 10 نوفمبر – ألكسندر فريتاس ألكسندر فريتاس.
- 15 نوفمبر – فالديمير بيريرا ملاكم برازيلي.
- 19 نوفمبر – ساندرو ريتشي حكم كرة قدم برازيلي.

### ديسمبر
- 12 ديسمبر – توماس بيرند لاعب كرة مضرب ألماني.
- 31 ديسمبر – توني كنعان سائق سيارة سباق برازيلي.

## وفيات

### يونيو
- 8 يونيو – أنفيلوجينو غواريزي (مواليد 1905) لاعب كرة قدم إيطالي.
- 11 يونيو – يوريكو غاسبار دوترا (مواليد 1883)[28]
- 18 يونيو – خوليو سيزار دي ملو آسوسا (مواليد 1895) رياضياتي برازيلي.[29]

### أكتوبر
- 28 أكتوبر – إفيرالدو (مواليد 1944) لاعب كرة قدم برازيلي.